# Manicaland
Le Manicaland est une province du Zimbabwe située dans l'est du pays. 

## Subdivisions
La province est divisée en sept districts :
- District de Buhera
- District de Chimanimani
- District de Chipinge
- District de Makoni
- District de Mutare
- District de Mutasa
- District de Nyanga

## Tourisme
Le parc national Gonarezhou est un parc national situé dans la province.